# Jean-Baptiste de Marne
Jean-Baptiste de Marne, né le  26 novembre 1699 à Douai (France) et mort le 9 septembre 1756 à Liège (Belgique), est un prêtre jésuite des Pays-Bas méridionaux, philosophe, historien du comté de Namur et personnalité de la principauté de Liège au XVIIIe siècle.

## Biographie

### Jeunesse et formation
Fils d'un « commissaire et garde d'artillerie » de l'armée de Louis XIV (et bourgeois de la ville de Douai, Jean-Baptiste de Marne nait à Douai le 26 novembre 1699. Il fait ses études primaires et humanités à Douai et entre au noviciat jésuite de Tournai le 29 septembre 1716. Sa formation spirituelle et académique le conduit ensuite à Lille, Mons et Tournai avant de revenir à Douai pour les années d'étude de la théologie préparatoire au sacerdoce. Les quatre années accomplies, il est ordonné prêtre le 7 février 1733. Il a 33 ans et reste ensuite à Douai comme professeur de philosophie. 

### Hagiographe
Il semble avoir trouvé sa voie comme professeur de philosophie lorsque son supérieur l'envoie à Paris pour y représenter les intérêts de la province jésuite gallo-belge auprès des autorités du royaume. Il revient quelques années plus tard à Nivelles où il est nommé recteur du collège.  
En 1741, on le retrouve à Paris où il publie une « vie de Jean Népomucène », prêtre praguois canonisé douze ans plus tôt (en 1729).  

### Historien de Namur
Ce travail terminé, Jean-Baptiste de Marne est nommé au collège de Namur dont il est chargé de la gestion. Il y réside quelque trois ans (1741-1744). C'est alors qu'il conçoit le projet d'une « Histoire du comté de Namur », « pour être utile à une province où il compte finir ses jours », écrit-il. Cependant le prince-évêque de Liège, Jean-Théodore de Bavière souhaite l'avoir comme examinateur synodal et confesseur personnel. Ce Jean-Théodore est le fils de Maximilien-Emmanuel de Bavière qui reçut la souveraineté du comté de Namur et dirige le comté comme État souverain de 1711 à 1714. Cela conforte peut-être Jean-Baptiste de Marne dans son projet et ses recherches. 
Assez libre de son temps, le jésuite se consacre à son histoire du comté de Namur. Le livre, un gros volume de 650 pages, sort en libraire en 1754. Imprimé à Liège par le libraire Bassompierre, il est diffusé dans les Pays-Bas méridionaux par le Bruxellois Van der Berghen. Ce livre, premier essai sur l'histoire du comté de Namur a fait autorité durant près d'un siècle et reste un livre de référence dans le domaine, même si supplanté par le livre de Jules Borgnet de 1847.
Pour des raisons de santé Jean-Baptiste de Marne quitte en 1754 les fonctions qu'il occupe au palais épiscopal de Liège et se retire au collège jésuite de la ville. Il met en chantier un projet plus ambitieux encore : une histoire de la principauté de Liège.  Ce projet ne verra pas le jour car il meurt au collège de Liège le 9 septembre 1756.

## Œuvres
- Le Martyr du secret de la confession ou la Vie de Jean Népomucène, Paris, H.-L. Guérin et J. Guérin , 1741, in-12, 289 p.
- Histoire du comté de Namur, à Liège : chez J.-F. Bassompierre ; à Bruxelles : chez J. Van den Berghen, 1754, in-4°, 650 p.
- Histoire générale ecclésiastique et civile de la ville et province de Namur, par M. Galliot,... [d'après le P. Jean-Baptiste de Marne.], Liège et Bruxelles : Lemaire, 1788-1791,  6 vol. in-8°.